# Большой Редю (Окницкий район)
Большой Редю, Редиул Маре (рум. Rediul Mare) — село в Окницком районе Молдавии. Наряду с сёлами Гринауцы-Молдова и Гринауцы-Рая входит в состав коммуны Гринауцы-Молдова.

## География
Село расположено на высоте 222 метра над уровнем моря.

## Население
По данным переписи населения 2004 года, в селе Большой Редю проживает 802 человека (364 мужчины, 438 женщин).
Этнический состав села:
| Национальность | Число жителей | Процентный состав |
| -------------- | ------------- | ----------------- |
| молдаване      | 770           | 96,01             |
| украинцы       | 22            | 2,74              |
| русские        | 8             | 1,0               |
| румыны         | 2             | 0,25              |
| Всего          | 802           | 100 %             |